# Arum cyrenaicum
Arum cyrenaicum là một loài thực vật có hoa trong họ Ráy (Araceae). Loài này được Hruby mô tả khoa học đầu tiên năm 1912.